# Slaget vid Horseshoe Bend (1814)
Slaget vid Horseshoe Bend, som utkämpades den 27 mars 1814, var det avgörande slaget i Creekkriget 1813-1814. Platsen där slaget utkämpades är i dag skyddad som Horseshoe Bend National Military Park.

## Stridande parter
På den ena sidan stod cirka 1 000 soldater från Red Sticks, den traditionalistiska fraktionen bland creekindianerna, som hade slagit läger nära en krök i Tallapoosafloden.
På den andra sidan stod amerikanska trupper från Tennessees nationalgarde och ett infanteriregemente från USA:s armé under Andrew Jackson, tillsammans 2000 infanterister, 700 kavallerister och artilleri, samt cirka 600 allierade cherokeser och choctaw samt White Sticks creeker från de nedre proamerikanska städerna.

## Slaget
Jackson skickade kavalleriet och de indianska allierade söderut över floden för att inringa Red Sticks, medan han själv förblev med infanteriet norr om deras läger. På morgonen den 27 mars öppnade Jacksons artilleri en eld som underhölls under två timmar, men eldgivningen resulterade inte i några synliga skador på Red Sticks fältarbeten. Kavalleriet och indianerna gick över floden och anföll Red Sticks i ryggen. Infanteriet stormade sedan bröstvärnen och öppnde eld mot Red Sticks innanför. Striden pågick i fem timmar. Omkring 550 Red Sticks dödades inne i lägret, medan många andra dödades när de försökte fly över floden. Endast omkring 200 Red Stickssoldater lyckades undkomma och flydde till Florida, där de förenade sig med seminolerna.

## Bildgalleri

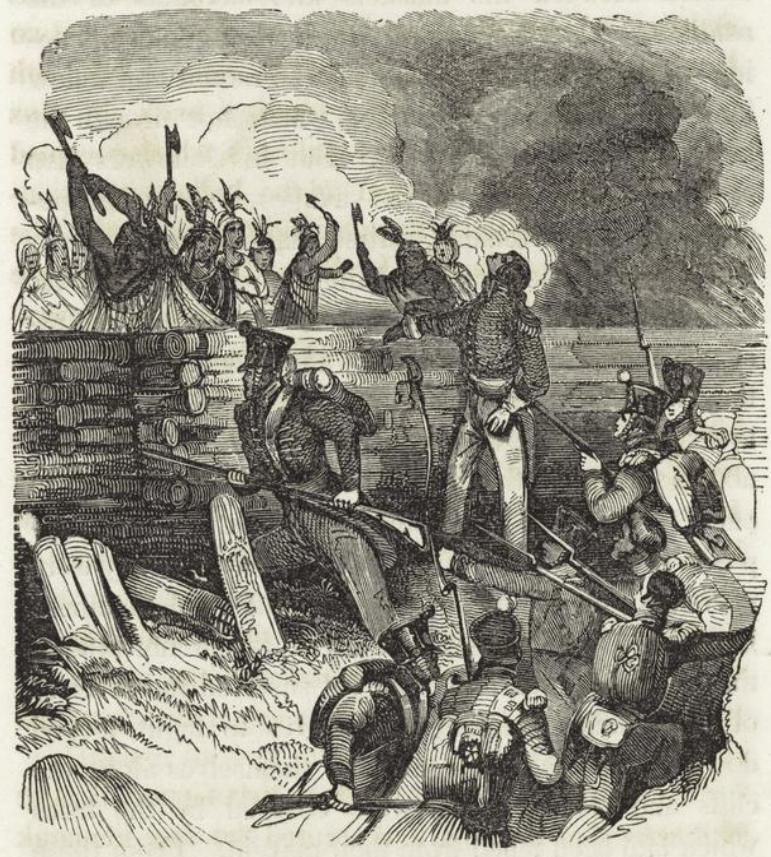
Det amerikanska infanteriet stormar Red Sticks bröstvärn.
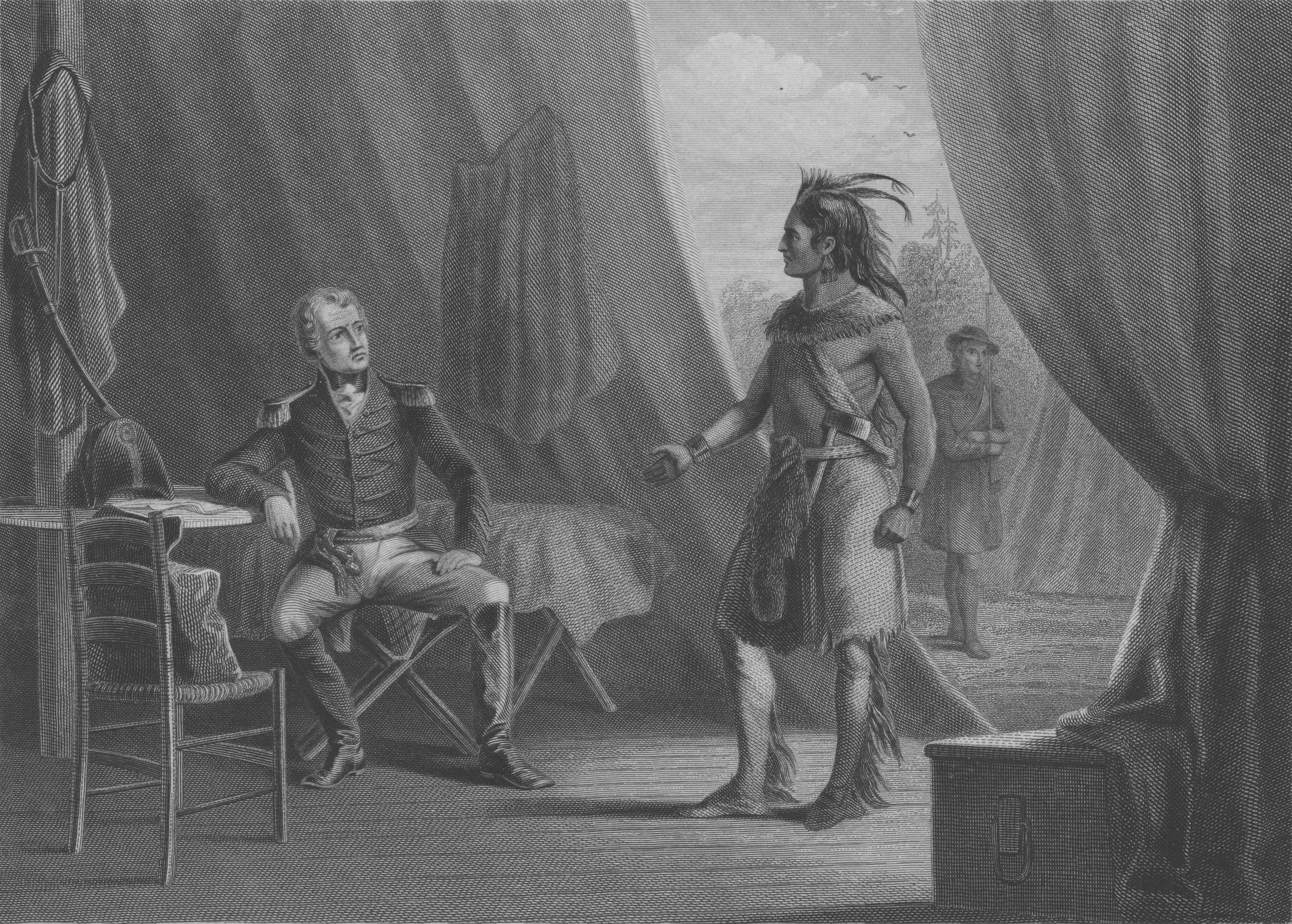
Andrew Jackson tar emot den kapitulerande "Red Eagle" (William Weatherford) efter slaget.
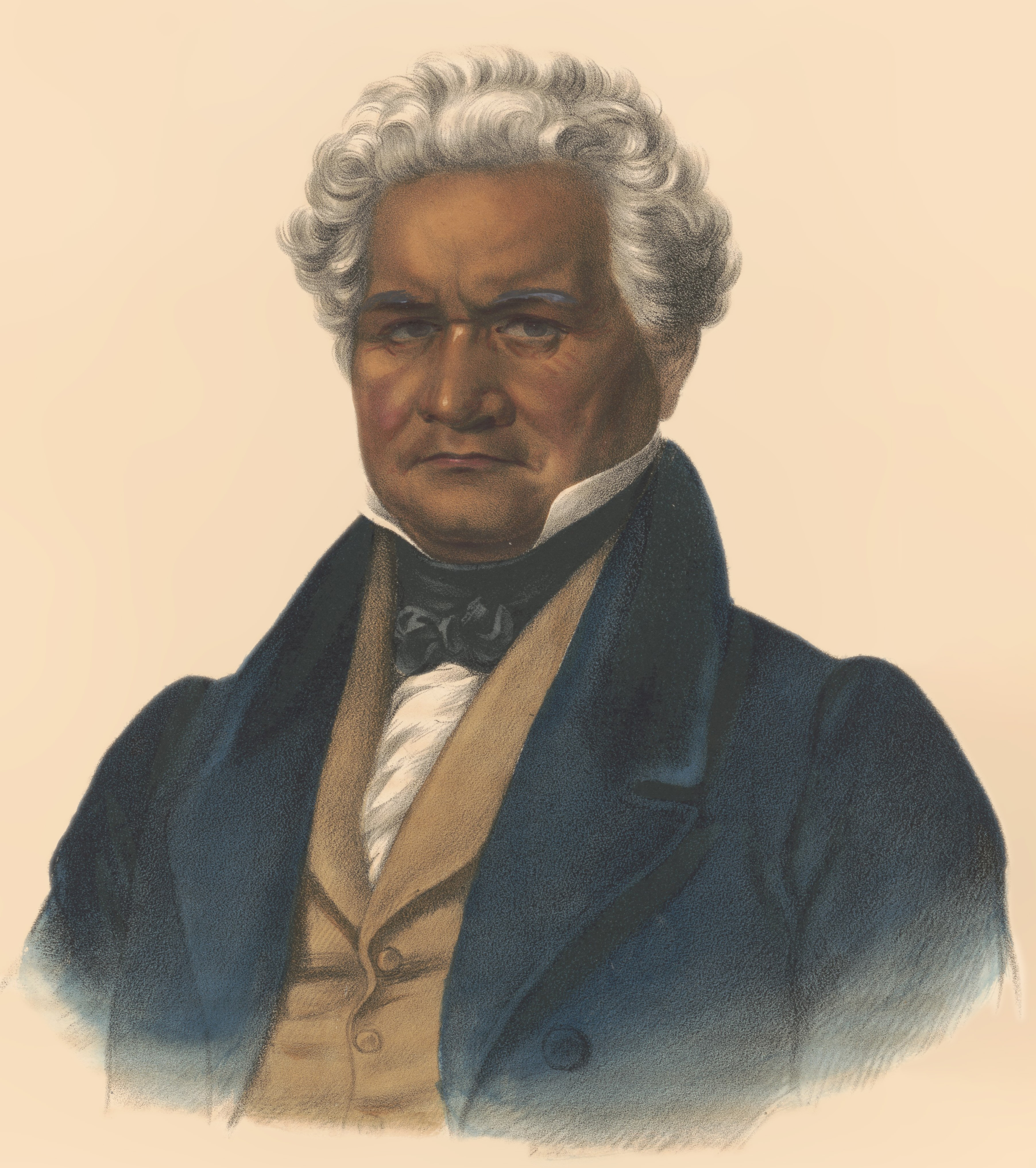
Major Ridge (Nunnehidihi), chef för de cherokeser som stred på den amerikanska sidan.